# Бердикель
Бердикель (рос. Бердыкель) — село, підпорядковане місту Аргун Чечні Російської Федерації.
Населення становить 6945 осіб. Входить до складу муніципального утворення Аргунський міський округ.

## Історія
Від 1 січня 2020 року органом місцевого самоврядування є Аргунський міський округ. Раніше належало до Грозненського району.

## Населення
| 1970 | 1990  | 2002  | 2010  |
| ---- | ----- | ----- | ----- |
| 4738 | ↗5750 | ↗7124 | ↘6945 |